# 巴亞 (馬里)
巴亞（法語：Baya），是馬里的城鎮，位於該國南部，由錫卡索區的揚福利拉省負責管轄，處於揚福利拉以北52公里，面積128平方公里，2009年人口33,519，人口密度每平方公里260人。
11°38′40″N 8°12′3″W / 11.64444°N 8.20083°W